# سلووپ (ناحیه بلانسکو)
سلووپ (به چکی: Sloup) یک منطقهٔ مسکونی در جمهوری چک است که در ناحیه بلانسکو واقع شده‌است. سلووپ ۷٫۶۴ کیلومتر مربع مساحت و ۹۶۲ نفر جمعیت دارد و ۴۷۱ متر بالاتر از سطح دریا واقع شده‌است.